# Aeroklub Łódzki

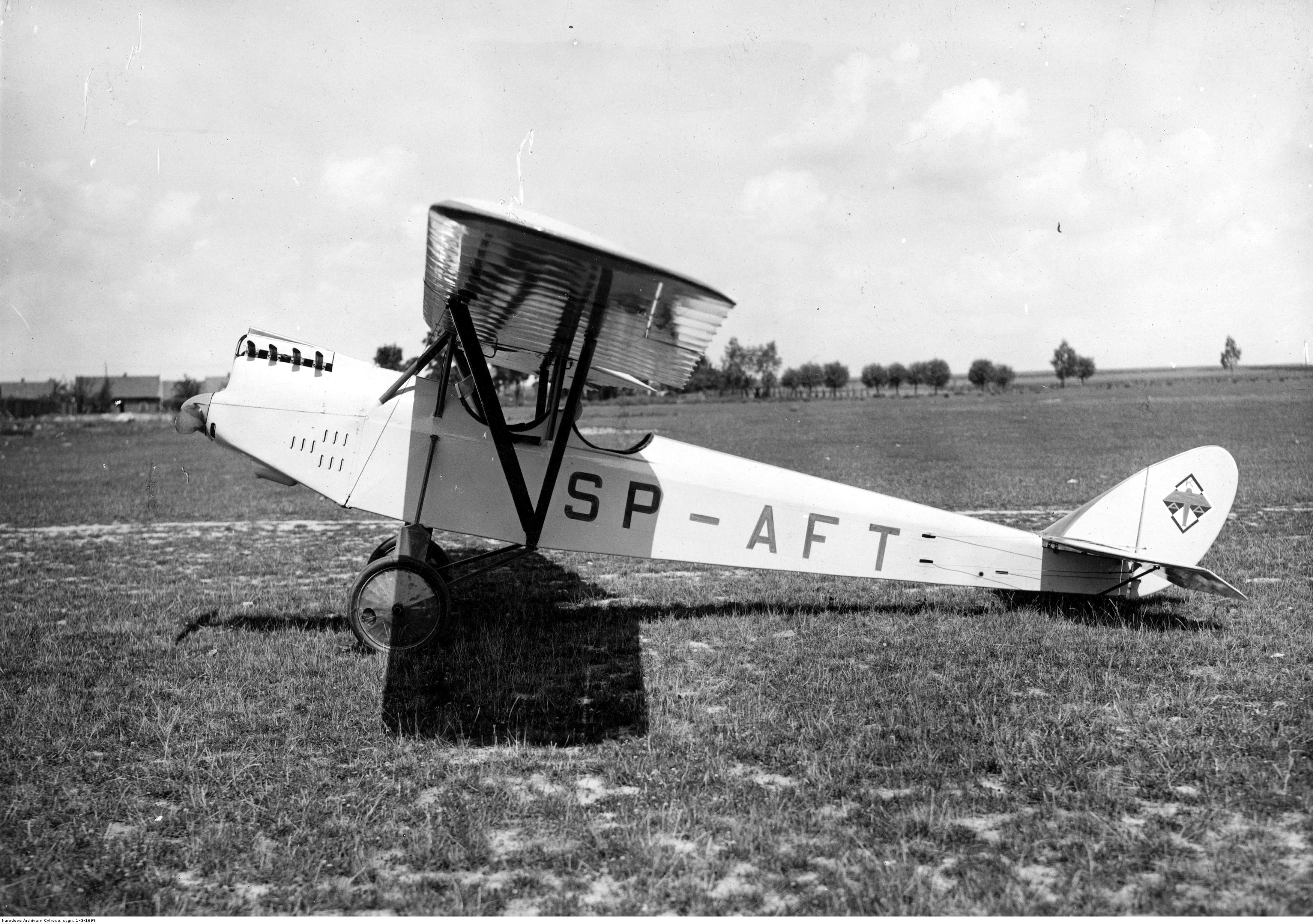
Sido S-1 - polski samolot sportowy

Aeroklub Łódzki im. kpt. pil. Franciszka Żwirki – stowarzyszenie skupiające miłośników lotnictwa sportowego i rekreacyjnego. Siedziba aeroklubu znajduje się na lotnisku im. Władysława Reymonta w Łodzi.

## Historia
W 1929 roku stworzono Łódzki Klub Lotniczy, który następnie przekształcił się w Aeroklub Łódzki.
W 1930 roku stworzono w Łodzi pierwszy centralny ośrodek szkolenia pilotów, który umożliwił aeroklubom wyszkolenie na własny użytek pilotów i instruktorów, mogących w przyszłości prowadzić takie szkolenia we własnych klubach. Ośrodek ten noszący nazwę Centrum Przysposobienia Wojskowego Lotniczego, był kierowany przez Franciszka Żwirkę.
Aeroklub Łódzki rozwijał się bardzo szybko i w ciągu kilku lat zdecydowanie zwiększała się liczba członków, powstawały nowe sekcje, kupiono samolot Sido S-1 o znakach rejestracyjnych SP-ACZ. W 1937 roku została oddana do użytku najwyższa w Polsce wieża spadochronowa o wysokości 48 m, która służyła do szkolenia skoczków spadochronowych przez kilka następnych dziesięcioleci. Platforma, z której wykonywano skoki umieszczona była na wysokości 40 m.
II wojna światowa przerwała działalność Aeroklubu. Wielu lotników poległo, walcząc na frontach całego świata, sprzęt i budynki uległy zniszczeniu. Po wojnie początkowo Aeroklub korzystał z siedziby PLL LOT przy ulicy Piotrkowskiej 106. Pierwszym prezesem w powojennej działalności klubu została Maria Wardasówna. Działalność lotniczą rozpoczęli jeszcze w 1945 roku szybownicy, korzystając z lądowiska w Borowej Górze.
Od 1951 roku rozpoczęła działalność sekcja spadochronowa, która wykorzystywała w szkoleniu przedwojenną wieżę, a także nową w parku na Julianowie. W tym samym czasie, dzięki otrzymaniu z Aeroklubu PRL dwóch samolotów typu Zlín Z-26 Trenér, sekcja samolotowa na lądowisku w Dąbrówce rozpoczęła szkolenie w pełnej akrobacji.
15 czerwca 1953 roku, Aeroklub Łódzki osiedlił się na nowo wybudowanym lotnisku w Aleksandrowie Łódzkim. W 1958 roku powstał również Klub Seniorów Lotnictwa.
We wrześniu 1961 roku spłonął hangar na lotnisku w Aleksandrowie Łódzkim. W związku z tym Aeroklub przeniósł się na lotnisko Lublinek, gdzie pozostaje do dzisiaj.

W 1965 roku na lotnisku Aeroklubu w Lublinku zorganizowano Międzynarodowe Zawody Akrobacji Samolotowej Państw Socjalistycznych, które przyciągnęły rzeszę ponad 200.000 widzów.

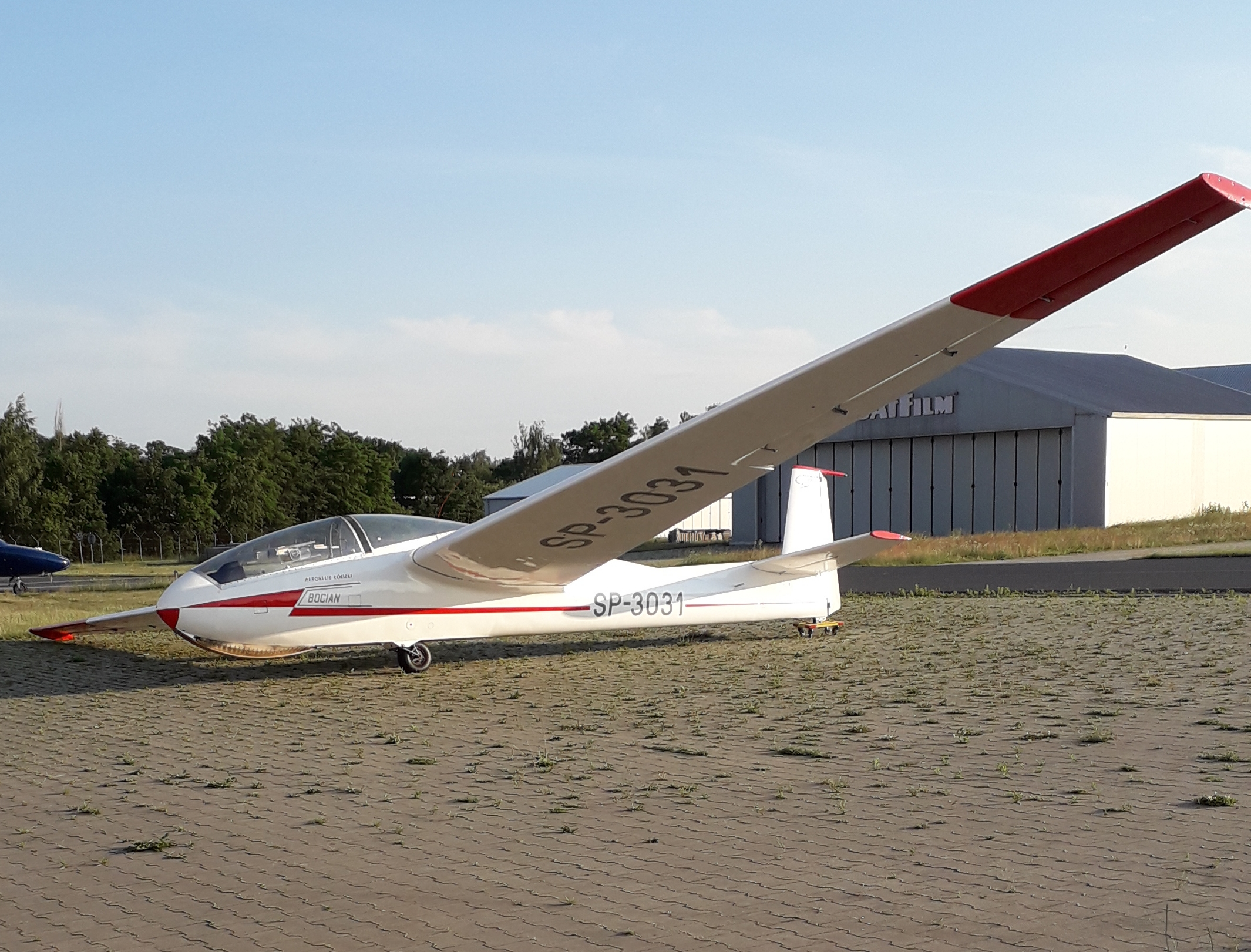
Szybowiec SZD-9 Bocian Aeroklubu Łódzkiego

W latach 1960–1989 Aeroklub Łódzki prowadził regularne szkolenia we wszystkich swoich sekcjach specjalnościowych, finansowane przez budżet państwa. Umożliwiało to wykonywanie olbrzymiej liczby lotów oraz skoków, czego efektem były liczne sukcesy sportowe członków AŁ na arenach polskich i światowych.
W latach 90. na skutek przemian ustrojowych w Polsce AŁ przeszedł również metamorfozę. Ze względu na zniesienie finansowania przez państwo, klub był zmuszony ograniczyć działalność lotniczą, utracił prawo własności płyty lotniska Lublinek, zmniejszało się również zaplecze sprzętowe, spadła liczba członków.
Obecnie Aeroklub, poza działalnością sportową, prowadzi komercyjne kursy oraz usługi lotnicze. Posiada zaplecze sprzętowe w postaci samolotów typu An-2, PZL-101 Gawron, PZL-104 Wilga i Zlin, a także w postaci szybowców SZD-9 Bocian, SZD-30 Pirat, SZD-50 Puchacz, SZD-51 Junior i Jantar.
Obecnie w aeroklubie działają sekcje:
- samolotowa
- szybowcowa
- spadochronowa
- modelarska
- motolotniowa

a także Klub Seniorów Lotnictwa.